# Gods and Generals
Gods and Generals és un drama bèl·lic estatunidenc de 2003, escrita i dirigida per Ronald F. Maxwell i ambientada en la Guerra Civil dels Estats Units. Es tracta d'una adaptació de la novel·la del mateix nom escrita per Jeffrey Shaara el 1996 i precuela de la pel·lícula Gettysburg (1993), també de Maxwell. La pel·lícula és protagonitzada per Stephen Lang en el paper de "Stonewall" Jackson, Jeff Daniels com a tinent coronel Joshua Chamberlain i Robert Duvall com a general Robert E. Lee.

## Argument
El coronel Robert E. Lee dimiteix de l'Exèrcit de la Unió a mesura que el sud s'adhereix a la Unió i ambdues parts es preparen per a la guerra. El major Jackson, que és professor a l'Institut Militar de Virgínia de Lexington al començament de la guerra, deixa enrere la seva família per lluitar a Manassas Junction. Jackson és requerit pel general en retirada Barnard Bee per assistir-lo contra l'exèrcit federal que els persegueix després de mantenir breument la posició a Matthews Hill. En reunir les seves tropes sacsejades, Lee llança el nom de Stonewall a la història i els confederats derroten als federals a Henry House Hill. Jackson manté una disciplina ferma a les seves files durant la batalla, tot i patir una ferida a la mà esquerra a causa d'una bala perduda.
Mentrestant, Chamberlain fa la seva transició de professor a oficial militar i practica la instrucció dels seus soldats, alhora que és instruït en tàctiques militars pel coronel Adelbert Ames, comandant del 20è Regiment d'Infanteria Voluntària de Maine. És cridat a lluitar en la invasió de la Unió de Fredericksburg. A la mesura que l'exèrcit de la Unió travessa el riu i torna a la ciutat, les forces sudistes es veuen forçades a retirar-se i hi ha escenes del saqueig subsegüent de Fredricksburg per part de l'Exèrcit de la Unió. Fora de la ciutat, Lee, James Longstreet i Jackson han preparat una elaborada defensa sobre Marye's Heights fora de la ciutat, i la pel·lícula se centra en les defenses confederades darrere d'un formidable mur de pedra. Diverses brigades de la Unió, inclosa la Brigada Irlandesa, intenten creuar un camp obert i atacar el mur, però són rebutjades pels fusells confederats i el foc d'artilleria, que causen nombroses baixes. En un moment, dues unitats irlandeses es veuen obligades a lluitar entre elles, causant l'angoixa d'un irlandès sudista que creu que està matant als seus familiars. Chamberlain lidera un atac infructuós contra les defenses de Longstreet, comandades pel general de brigada Lewis Armistead i troba la seva unitat acorralada en camp obert. Sobreviu escudant-se amb un cadàver fins a la nit. Finalement, a ell i els membres supervivents del 20è de Maine se'ls ordena retirar-se i passar 2 nits al camp de batalla, dormint amb els morts. Chamberlain i els soldats derrotats de la Unió abandonen Fredericksburg. Jackson i Lee tornen a la ciutat i aquest s'enfronta a un ciutadà enutjat, la casa del qual ha estat destruïda per artilleria de la Unió.
Jackson passa la resta de l'hivern en una plantació local, Moss Neck Manor, on desenvolupa una amistat amb una nena que hi viu. Més tard, Jackson descobreix que la nena ha mort per escarlatina i comença a plorar. Un soldat pregunta per què plora i li responen que és per la nena, però un altre afirma que ho fa també pels milers de soldats morts i per tothom. Aviat Jackson es reuneix amb la seva muller i la seva filla nounada just abans de la batalla de Chancellorsville.
Fora de Chancellorsville, Lee identifica que l'exèrcit del sud s'enfronta a una força contrària gairebé el doble de la seva. Jackson fa una crida al capellà, Beverly Tucker Lacy, que coneix l'àrea i li demana que trobi una ruta per la qual les forces del sud es puguin infiltrar en secret. Jackson dirigeix llavors les seves forces en un atac sorpresa contra un 11º Corps d'Unió sense preparació. Tot i que els seus homes inicialment derroten als opositors, ràpidament es confonen en el cos a cos, i l'atac de Jackson queda estancat. Mentre explorava un camí de nit, Jackson queda atrapat en terra de ningú entre els 2 exèrcits i ferit pels seus propis homes, que l'havien confós a ell i el seu personal per cavalleria de la Unió. Durant la seva evacuació, els portadors de la seva llitera són atacats per l'artilleria i deixen Jackson al terra. Després, és portat a un hospital de camp on li amputen un braç. Lee comenta que mentre Jackson ha perdut el braç esquerre, ell ha perdut el seu dret. Jackson mor poc després, de pneumònia que havia contret durant la recuperació. El cos de Jackson torna a Lexington, acompanyat dels cadets del VMI i cobert per la nova bandera confederada.

## Producció
Ted Turner té un cameo a la pel·lícula com a coronel Waller T. Patton. El coronel Patton, besoncle de George S. Patton, va ser mortalment ferit a Gettysburg, en una escena representada a la pel·lícula Gettysburg. Els senadors dels Estats Units George Allen (Virgínia, republicà) i Robert Byrd (Virgínia Occidental, demòcrata) també tenen papers de cameo, tots dos interpretant oficials confederats, Phil Gramm (Texas, republicà) apareix com a membre de la Legislatura de Virginia a principis de la pel·lícula i el congressista Ed Markey (Massachusetts, demòcrata) també apareix com a oficial de la Brigada Irlandesa. La majoria dels extres eren recreadors de la Guerra Civil dels Estats Units, que aportaven els seus propis equips i treballaven sense cobrar. A canvi, Ted Turner va acordar donar 500.000 dòlars a la preservació del camp de batalla de la Guerra Civil.
La pel·lícula va ser filmada a la vall de Shenandoah de Virgínia, Maryland occidental i al Panhandle oriental de Virgínia Occidental. Els llocs històrics reals de la pel·lícula inclouen l'Institut Militar de Virginia i la Universitat de Washington i Lee, coneguda com a Washington College durant la Guerra Civil.
Russell Crowe era l'opció original per interpretar Stonewall Jackson, però diverses incompatibilitats de programació van impedir la seva disponibilitat durant l'estiu i la tardor de 2001 quan es va filmar la pel·lícula. Stephen Lang havia començat a reprendre el seu paper com George Pickett, però se li va demanar que interpretés el paper de Jackson. Billy Campbell, que havia interpretat un tinent del 44è de Nova York a Gettysburg, va substituir Lang en el paper de Pickett. Tot i que Tom Berenger va voler reprendre el seu paper a Gettysburg com a James Longstreet (que va qualificar com al seu paper favorit), no estava disponible a causa de dificultats de programació. En el seu lloc, va interpretar-lo Bruce Boxleitner. Darius N. Couch va ser retratat per l'actor Carsten Norgaard. A causa de les obligacions contractuals amb The West Wing, Martin Sheen no va poder reprendre el seu paper com a Lee.
Durant la postproducció, Maxwell, els executius de Warner Bros. i Turner van debatre sobre si llançar la pel·lícula en dues parts al llarg de dos anys o en una sola pel·lícula. Maxwell va decidir centrar-se en la història de Stonewall Jackson en una pel·lícula.
Gods and Generals acaba amb una seqüència final que indica que la història de la Guerra Civil es conclourà amb una tercera pel·lícula, Last Full Measure. A partir de 2015, no s'ha fet cap esforç per produir aquest llargmetratge final.

## Música
La banda sonora de la pel·lícula va ser composta per John Frizzell, amb algunes contribucions menors de Randy Edelman, que havia escrit la partitura de Gettysburg. La banda sonora destaca per contenir una nova cançó encarregada per a la pel·lícula i escrita i interpretada per Bob Dylan, Cross the Green Mountain. La cançó es va incloure posteriorment en l'àlbum recopilatori The Bootleg Series Vol. 8: Tell Tale Signs.